# Municipio Esteller
Esteller es uno de los 14 municipios que forman parte del Estado Portuguesa, Venezuela. Tiene una superficie de 754 km² y una población de 50.513 habitantes. Su capital es Píritu. Está conformado por las parroquias Píritu y Uveral.

## Historia
Desde la fundación de Nueva Segovia de Barquisimeto en 1552, por Juan de Villegas; y San Miguel de Acarigua, el 29 de septiembre de 1620, por Francisco de la Hoz Berrio y Oruña, este lugar era conocido como La Sabana de Acarigüita.
En 1617, por orden del gobernador Francisco de la Hoz Berrio, se encargó al capitán de infantería Baltasar Matías de Almao —hijo del capitán Bartolomé de Almao, uno de los fundadores de Acarigua—, natural de Barquisimeto, la fundación de un poblado en la sabana, denominado San Antonio del Berrio de Tucuragua. La comunidad inicial estaba conformada por 1300 indígenas pacificados, organizados en tres grupos bajo el mando de sus respectivos caciques: Aguakare Curamaquire, Acarigua Yanahaure y Paporo Paparitano Araiguana, todos bajo la dirección del presbítero Cristóbal de Gómez.
Tras tres años de la fundación, el padre Gómez falleció debido a una enfermedad, lo que llevó al capitán Almao a retirarse permanentemente a Barquisimeto, delegando sus funciones en su alférez José de Suárez. Poco tiempo después, y posiblemente motivado por ambiciones personales, Suárez deshizo el poblado y lo trasladó al Valle de Acarigua, donde estableció una encomienda de manera personal.
El Píritu que conocemos hoy en día, de acuerdo con su ubicación y distribución, tiene su origen en un conflicto territorial entre las ciudades gemelas de San Miguel de Acarigua y la Villa de Araure. Como consecuencia, el vicario de Araure, Ramón Manuel Tirado, ordenó la construcción de una iglesia al otro lado del río Acarigua, en una zona llamada Acarigüita —actualmente Píritu—.
El 19 de diciembre de 1805, Tirado colocó una cruz alta en el sitio señalado para la futura iglesia, la cual fue edificada con adobes y bahareque. La bendición e inauguración tuvo lugar el 2 de marzo de 1809, con el propósito de trasladar a más de 2 500 habitantes de Acarigua al nuevo asentamiento. Para ello, encargó la ejecución de la acción al alcalde de Araure. Sin embargo, el párroco de Acarigua, José María Luna, y el corregidor Juan Chaqueo se opusieron firmemente a la medida. Como resultado, Chaqueo fue encarcelado por su acto de desobediencia.
Esa iglesia sigue existiendo en el mismo lugar donde fue originalmente establecida.
El primer poblador de Píritu fue Joaquín Castillo, conocido como «El Cojo», quien, apenas iniciada la construcción de la humilde capilla, estableció sus rancherías a su lado.
El litigio territorial entre las hoy ciudades gemelas —Acarigua y Araure— se resolvió el 7 de marzo de 1809, cuando el gobernador de la Diócesis de Venezuela en sede vacante, Santiago Zuloaga y Rubio, emitió un documento ordenando al cura de Araure que se abstuviera de realizar la mudanza y permitiera a los habitantes de Acarigua permanecer en su asentamiento original.
El 30 de septiembre de 1811, el arzobispo de Caracas, Narciso Coll y Pratt, creó la parroquia de Píritu, en respuesta al creciente número de pobladores que habían establecido viviendas y fincas en la zona.
Según las investigaciones de Humberto Gallegos Castillo, el 1 de febrero de 1891, Píritu fue elevado a la categoría de distrito Esteller, separándose así del distrito Turén. Ese día se celebró la instalación del primer Concejo Municipal en el lugar que hoy ocupa la «Casa de la Cultura». El nuevo distrito fue denominado Esteller en reconocimiento a las virtudes y espíritu colaborador del sacerdote de la parroquia, Cayetano Esteller, conocido como el padre Esteller.
Esteller fue el octavo distrito creado en el estado Portuguesa, y tras posteriores divisiones político-territoriales, pasó a ser el municipio Esteller, con Píritu como su capital y Uveral como parroquia.

### Toponimia
El nombre de Píritu, es el nombre derivado de una palmera que abundaba en los Valles de Acarigua. La misma corresponde al género y especie Bactris Píritu denominada también Palma Corozo., generalmente crece entre 5 y 7 metros de altura y da un fruto similar al de la «uva playera».
El municipio Esteller debe su nombre al Presbítero don José Cayetano de la Concepción Esteller Sosa, conocido como el Padre Esteller, quien estuviera al servicio de esta población desde 1844 a 1884. Estas tierras quedaron inmortalizadas con gratitud elevando el territorio piriteño a distrito Esteller. Fue el octavo creado en Portuguesa y el primero en llevar el apellido de un ilustre personaje. Para el momento de su creación el padre Esteller, con 78 años y enfermo, tuvo el honor de estar presente en la instalación del primer Concejo municipal de Píritu, efectuado un domingo 1 de febrero de 1891.

### Distrito Esteller
A principios de la década de los 70 del siglo XIX, durante el gobierno de Raimundo Andueza Palacios, la población piriteña recibió un acontecimiento importante y de gran trascendencia histórica por la elevación a la categoría de distrito.
La legislatura del estado Portuguesa en conocimiento de las virtudes y abnegaciones del Presbítero José Cayetano de la Concepción Esteller Sosa, conocido por padre Esteller, inmortalizó su grata memoria elevando al territorio piriteño a “Distrito Esteller”.
Fue el octavo creado en Portuguesa, siendo además el primero y único del estado que lleva el apellido de persona. Para el momento de su creación el Padre Esteller, con 78 años y enfermo, tuvo el honor de estar presente en la instalación del primer Concejo municipal de Píritu, efectuado un domingo primero de febrero de 1891.
El distrito Esteller quedó conformado para ese entonces por el municipio Independencia Capital Monigote, el municipio Fraternidad capital Boca de Guache y Píritu que pasó a ser la capital del distrito con la extensión territorial de 650 km².
Actualmente el territorio, según la división político territorial, sustituye la designación de distrito por municipio conformado por dos parroquias: Esteller y Uveral

## Geografía

### Ubicación
El municipio Esteller se encuentra ubicado al noreste de Portuguesa. Píritu es la capital del municipio Esteller, con las siguientes coordenadas geográficas: latitud Norte 9° 2218” y longitud oeste 69° 12′ 30″. Presenta un clima de Bosque Seco Tropical a una altitud de 116 m s. n. m. con una temperatura promedio de 27°C y una precipitación media anual de 1.531 mm con períodos de sequía entre diciembre y abril

### Hidrografía
El caño Guamal es el principal curso de agua del municipio, existen otros ríos y quebradas intermitentes como el balneario quebrada de Leña.

### Orografía
Sus suelos, de gran fertilidad, durante los periodo invernales y secos, están constituidos por una capa inicial Orgánica Humífera, seguida por una Limo-Arcillosa, Sedimentaria, propias de un Pasado Geológico; Inundado por grandes extensiones de agua, uniforme en los Llanos Centro-Occidentales Venezolanos.

### Límites
Norte; Municipio Araure y Municipio Páez (Portuguesa), Sur; Municipio Papelón, Este; Municipio Turén y Municipio Santa Rosalía (Portuguesa), Oeste; Municipio Ospino.

### Organización parroquial
| Parroquia           | Superficie | Población          | Densidad        |
| ------------------- | ---------- | ------------------ | --------------- |
| Píritu (Portuguesa) | 754 km²    | 50.513 hab. (2013) | 53, 92 hab./km² |
| Uveral              | km²        | 10.105 hab.        | 5,901 hab./km²  |
| Municipio Esteller  | 754 km²    | 60.618 habitantes  | 59,821 hab./km² |

### Demografía
Según el censo del año 2013 el municipio tiene una población de 60 618 habitantes. Densidad poblacional 53, 92 hab/km².

## Economía
Su economía se basa principalmente en la producción agrícola, al norte del municipio esta actividad es altamente mecanizada y ha sustituido gran parte de la capa vegetal natural. También cuenta con una moderada Industria Metalmecánica, para la construcción y reparación de maquinaria pesada. Presenta una creciente actividad comercial, fundada en la compra y venta de otros rubros para sustento del consumo humano.
Los rubros de producción son: maíz, sorgo, arroz, caña de azúcar.

## Transporte

### Vialidad
- Vías principales: Av. Rómulo Gallegos, y la autopista "Acarigua-La flecha-Píritu-Turen" que esta 100% en construcción, que fue reinaugurada por el gobernador del estado portuguesa y los alcalde de los 2 municipios que se conectan.

Actualmente está en construcción un terminal terrestre al borde la autopista Acarigua-La flecha-Píritu-Turen.

### Bus Portuguesa
El "Bus Portuguesa" o "Bus Rojo" Llamado así mayormente por la Población de Portuguesa, es una obra del Gobierno Nacional a través de convenios de ciencia y tecnología con China,  un bus que esta a la disposición de la población con un precio mucho más económico y ofreciendo mayor comodidad a los pasajeros ya que son buses con avances tecnológicos (Cámaras de seguridad, Aire acondicionado, televisión satelital, radio).

## Urbanismo
- Plan Maestro: área metropolitana de Acarigua

En unos años en el marco del proyecto urbanístico-territorial conocido como “Área metropolitana de Acarigua”, Píritu aspira ser una de las poblaciones que serán seleccionadas para integrar esa “gran ciudad” que será ampliamente planificada por ingenieros y arquitectos que crearan un gran polo de desarrollo en Portuguesa en donde se verán beneficiados casi todos los municipios aledaños a Acarigua, Municipio Páez, que tiene como meta disminuir la pobreza, aumentar la industria y los núcleos universitarios, el empleo y la educación bajo un concepto de morales y principios que van de la mano con el ambiente conjugado en un plan maestro de urbanismo que se empezara a constituir políticamente en un mediano plazo.

## Turismo
El Balneario Quebrada de Leña un lugar para disfrutar de las aguas cristalinas del mismo, el cual desgraciadamente está llegando a sus últimos años de vida, como consecuencia de la contaminación ambiental causada por los agricultores, ya que a raíz de las actividades agrícolas vierten insecticidas a lo largo del caudal, ocasionándole daños irreversibles a la quebrada.
En el año 2008, a 50 metros del balneario Quebrada de Leña, fueron deforestadas unas 17 hectáreas de tierras, gran cantidad de árboles gigantes fueron cortados y aún sabiendo que tardaron años y años en crecer y en llegar a esa altura, fueron cortados bajo el conocimiento de la alcaldesa Lucidia Ruiz.

### Lugares de interés
- Plaza Bolívar de Píritu.
- Casa de la Cultura.
- Concha Acústica de Píritu

## Educación

### Escuela y Preescolar
- Unidad Educativa Estadal “Jesús Alvarado Núñez”
- Escuela Básica Institución Antonio Ignacio Rodríguez Picón
- Escuela Básica Núcleo Escolar Rural 22
- Escuela Básica Píritu
- Escuela Básica La Gutierreña
- Escuela Básica Los Corrales
- Escuela Básica Matias Salazar
- Escuela Básica Nacional Banco Del Pueblo
- Escuela Estadal La Pava
- Escuela Estadal Las Tricheras
- Escuela Estadal El Danto
- Escuela Estadal Mantecal
- Escuela Estadal San Jorge
- Unidad Educativa Nacional Juan Zavarce
- Escuela Nacional Paujicito
- Escuela Uveral
- Ciclo Preescolar Las Guafitas
- Ciclo Preescolar Los Graneritos
- Ciclo Preescolar Uveral
- Ciclo Preescolar Niño Simón Bolívar

### Liceos
- Liceo "Aristobulo Isturiz"
- Escuela Técnica Comercial “Píritu”
- Complejo Educativo "Antonio Ignacio Rodríguez Picón"
- Unidad Educativa Nacional Paujicito
- Complejo Educativo "Piritu"

### Universidad
- Aldea Bolivariana José Leonardo Chirinos: 16 de septiembre de 2009

## Cultura

### Festividades
En Píritu, con proyección nacional e internacional, destaca el envío de orquídeas. Esta fue una tradición iniciada por Humberto Gallegos- Cronista fallecido de Píritu- quién junto a su familia enviaba un ramo de orquídeas que en nombre del estado Portuguesa son enviadas a Zaragoza-España.
El ramo de orquídeas es confeccionado con flores orquídeas de diferentes variedades y colores provenientes de distintas regiones del país, las cuales son preparadas artísticamente y entrelazadas con cintas de los tres que forman la bandera de Venezuela.
Este evento religioso se realizada cada 10 de octubre desde 1971 partiendo con los ramos que son exhibidos en la calle principal del pueblo desde primeras horas del día para luego ser llevado en desfile hasta la iglesia San Rafael Arcángel de Píritu, donde reciben la dedición del padre. En esta ceremonia participa la feligresía de diferentes colonias como; italiana, portuguesa, árabe, española, entre otras, quienes llevan sus propias orquídeas para que sean enviadas a la Virgen del Pilar de Zaragoza en España.

### Costumbres y tradiciones
En cuanto a las tradiciones y costumbres que caracterizan a los habitantes de esta jurisdicción, el plato típico por mucho tiempo ha sido “el cruzado”, sin embargo, en los últimos años éste ha sido desplazado, por lo que llaman “caraotas con pasta”.  Entre las expresiones autóctonas más populares de la región se encuentra el: “Cuajo”, que los lugareños la utilizan como una expresión despectiva o admirativa, así como “Ay jodo”, “Cié Carajo” “Vacié“ “Diantres!“ “Mirá“ “Na guará“ “Guará“ “Cié“ “Aidiú“ “. En los caserios o pueblitos de Esteller, El “Vení acá“ “Vení“ o “Épa“. que los lugareños utilizan como una expresion de llamar a alguien, así como: “Vení puej“. Los piriteños, campesinos o portugueseños, tienen un acento a la ultima vocal de una palabra, asi como: “Como estáj“  “Me podéj llevá eso“  “Cuando vení pa acá“ etc. (El “para“ no existe para ellos) Ejemplo:  ”Pa onde vás”  ”Pa quién” ”No vás pa allá” etc. El voseo también es popular allá pero ellos no utilizan el ”Vos” ellos utilizan el “Tú“ o el “Usted“, en Esteller “Ujté“, así como: ”Que tenéis” ”Que hacéis” ”Que Estáis Haciendo” Etc. Su acento es similar al Guaro Como el de Barquisimeto o algunos pueblos de Lara como: Cabudare , Sarare , Río claro , Quíbor , Carora , Duaca , El Tocuyo , Etc. (Pero distintas expresiones). Las costumbres y tradiciones más populares son como los carnavales, la quema del arbolito, San Rafael arcángel, la noche del recuerdo y los toros coleados.

### Tradiciones
Carnavales turísticos. Se inician en 1977. Pioneros en el Estado Portuguesa. Desfilan vistosas carrosas y alegres comparsas por las principales calles y avenidas.
Píritu adquiere el apelativo de “Capital de la Alegría” debido a la alegría y cordialidad de su gente en la celebración de eventos, especialmente en los Carnavales Turísticos y fiestas patronales.
Semana Santa. Actividad religiosa que reúne cantidad de feligreses en las misas y procesiones de jueves y Viernes Santo.
La noche del recuerdo. Participan personas adultas destacando la música de antaño. Se realiza los miércoles de ceniza, por la noche en la carrera 10 entre calles 9 y 10, aunque esta tradición nació en 1972 en el Caney de Florentino y el diablo, cristalizando una idea del Prof. Roque Román. Continuado luego, después de terminadas las fiestas de carnaval, por de las señoras Isabel de Falcón, Carmen de Saavedra, Isabel Arias, Petra Carpio y Josefa de Amaro.
La noche retro. Melodías de los años 1960 – 70 y 80. Presentación de conjuntos musicales. Se inicia en 2008 al cumplir 25 años la noche del recuerdo los viernes antes de la octavita de carnaval. Creación de la Señora Corina Falcón.
Fiestas patronales. Celebradas en honor a San Rafael Arcángel cada 24 de octubre. Procesión del Santo, Quema de Arbolito de fuegos artificiales, toros coleados, actividades deportivas y recreativas, exposiciones, eventos culturales, presentación de orquestas, conjuntos y artistas entre otros.
Orquídeas Coromotanas. Ramo de orquídeas que a nombre de la Virgen del Coromoto es enviado a Zaragoza – España. La ceremonia se realiza cada 10 de octubre desde 1971 en la carrera 8 y la iglesia San Rafael Arcángel. Es recibido el 12 de octubre en Zaragoza día de la Hispanidad y Descubrimiento de América, ideado por el cronista Humberto Gallegos Castillo.
Día de Píritu. Celebra el nacimiento de Píritu el 19 de diciembre. Presentación de orquestas, conjuntos musicales, cantantes de diversos géneros, actividades deportivas y culturales, exposiciones, etc.
Nacimiento y muerte del Padre Esteller
- 7 de agosto de 1813: Nace en Caracas José Cayetano de la Concepción Sosa.
- 6 de marzo de 1891: Muere el Padre Esteller donde está ubicada la antigua medicatura, hoy sede del Municipio Escolar.

OTRAS:
Además de las celebraciones antes mencionadas, el municipio celebra y conmemora otras fechas de importancia llevados a cabo a nivel nacional, entre estos:

### Enero
1. 1 de enero: Año nuevo
2. 6 de enero: Día de Reyes
3. 10 de enero: muerte del General Ezequiel Zamora.[4]
4. 15 de enero: Día del Maestro.
5. 31 de enero: muerte de José Félix Ribas

### Febrero
1. 1 de febrero: día del municipio esteller
2. 12 de febrero: Día de la Juventud y Batalla de La Victoria.
3. 14 de febrero: día de San Valentín
4. 28 de febrero: muerte de Simón Rodríguez.
5. Febrero-marzo (fecha movible): Carnaval

### Marzo
1. 8 de marzo: Día Internacional de la Mujer
2. 10 de marzo: natalicio de José María Vargas.
3. 28 de marzo: natalicio de Francisco de Miranda.
4. Febrero-marzo (fecha movible): Carnaval
5. Marzo-abril (fecha movible): asueto de Semana Santa.

### Abril
1. 7 de abril: Día Mundial de la Salud.
2. 19 de abril: Primer movimiento preindependentista. Destitución de Vicente Emparan, el 19 de abril de 1810
3. 22 de abril: día de La Tierra.
4. 23 de abril: Día del Idioma y del Libro.
5. Marzo-abril (festividad movible): asueto de Semana Santa.

### Mayo
1. 1 de mayo: día Internacional del Trabajador.
2. 3 de mayo: Día de Cruz de Mayo.
3. 6 de mayo: muerte del General José Antonio Páez
4. 25 de mayo: día del Himno Nacional.
5. Segundo domingo de mayo: Día de las Madres.

### Junio
1. 2 de junio: muerte de Luisa Cáceres de Arismendi.
2. 5 de junio: día Internacional del Ambiente.
3. 13 de junio: natalicio de José Antonio Páez
4. 15 de junio: Decreto de Guerra a Muerte
5. 24 de junio: Batalla de Carabobo (1821) e día del Ejército y Festividad de San Juan.
6. 29 de junio: muerte de José Gregorio Hernández
7. Tercer domingo de junio: Día del padre.

### Julio
1. 5 de julio: Declaración de Independencia.
2. 13 de julio: muerte de José María Vargas.
3. 14 de julio: muerte del Generalísimo Francisco de Miranda.
4. 24 de julio: natalicio del Libertador Simón Bolívar y Batalla naval del Lago de Maracaibo.
5. Tercer domingo de julio (fecha movible): día del niño.

### Agosto
1. 3 de agosto: día de la Bandera.

### Septiembre
1. 6 de septiembre: la Carta de Jamaica, escrita por Simón Bolívar en 1815.
2. 8 de septiembre: aparición de la Virgen de Coromoto.
3. 25 de septiembre: natalicio de Luisa Cáceres de Arismendi.

### Octubre
1. Primer lunes de octubre: día Mundial del Hábitat.
2. 10 de octubre: Orquídeas Coromotanas. Ramo de orquídeas que a nombre de la Virgen del Coromoto es enviado a Zaragoza – España.
3. 12 de octubre: Día de la resistencia indígena o Día de la Raza y Día de la Virgen del Pilar.
4. 16 de octubre: Día de la Alimentación.
5. 26 de octubre: natalicio de José Gregorio Hernández.
6. 24 de octubre: Celebradas en honor a San Rafael Arcángel
7. 28 de octubre: natalicio de José Tadeo Monagas y de Simón Rodríguez.

### Noviembre
1. 1 de noviembre: Día de todos Los Santos.
2. 2 de noviembre: día de los fieles difuntos.
3. 20 de noviembre: conmemoración de la Convención Internacional de los derechos del niño
4. 21 de noviembre: día del Estudiante Universitario.
5. 25 de noviembre: Día Internacional de la Eliminación de la Violencia contra la Mujer.
6. 29 de noviembre: natalicio de Andrés Bello.

### Diciembre
1. 1 de diciembre: Día mundial de la lucha contra el sida.
2. 8 de diciembre: día de la Inmaculada Concepción
3. 5 de diciembre: día de la Batalla de Araure y Profesor Universitario
4. 10 de diciembre: día de la Fuerza Aérea Venezolana y día de la Declaración Universal de los Derechos Humanos.
5. 12 de diciembre: día de Nuestra Señora de Guadalupe
6. 17 de diciembre: muerte de Simón Bolívar
7. 19 de diciembre: Día de Píritu
8. 24 de diciembre: Víspera de Navidad
9. 25 de diciembre: Natividad de Nuestro Señor Jesucristo
10. 28 de diciembre: día de los Inocentes
11. 31 de diciembre: fin de año.

## Símbolos del municipio

### Himno
Coro
abonemos con sangre Caribe
la semilla de la libertad
si se rompe la lanza en combate
tus dardos palmera brindad
I
tierra fértil que al mundo alimentas
penetrada por frío metal
en tu seno fecundas la vida
y tu suelo nos brinda cereal
horizonte de espigas doradas
impregnado de brisa y de luz
das a las plantas vida
das al que llega calor
II
un mijao, un samán, una ceiba
son el signo de fertilidad
representan vestigios grandiosos
de la historia de la libertad
un murmullo quebrada de leña
divina fuente de amor y cultura
bebieron poetas y cultores
y pioneros de la agricultura
III
tierra hermosa que el surco atraviesa
la que el indio pisara un ayer
hoy altiva tomaste el nombre
dando vivas al padre esteller
con el agua y el suelo fecundo
pueblo mío nos viste crecer
protegido por manto sagrado
de su arcángel san rafael
Letra: Roque Román Anzola
Música: Ángel Parra

### Bandera y escudo
ESCUDO DEL MUNICIPIO ESTELLER

Bandera.

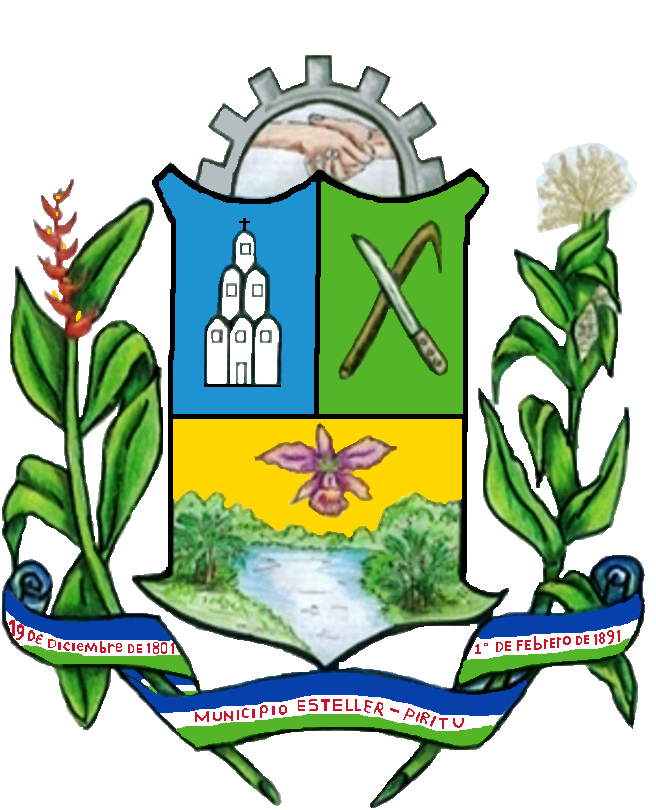
Escudo.

Escudo Oficial del Municipio Esteller
El Escudo Oficial del Municipio Esteller del Estado Portuguesa, consta de tres cuarteles, cortado y partido:
El Cuartel Superior Derecho (diestra) será de color azul sobre el cual se erige una iglesia, enalteciendo al Presbítero José Cayetano de la Concepción Esteller Sosa, epónimo del Municipio, símbolo de Fe, Sinceridad y Constancia de un hombre ejemplar.
El Cuartel Superior Izquierdo (siniestra), será de color verde y tendrá como figura un machete y garabato en representación de los primeros instrumentos de trabajo del hombre piriteño, símbolos de Crecimiento y Fertilidad de sus tierras.
El Cuartel Inferior color oro, un paisaje alegórico al nacimiento de la Quebrada de Leña con la Palmera de Píritu, que representa la vegetación y donde toma el nombre la Capital del Municipio, y una Orquídea Flor Nacional en el centro del color oro, emblema de ceremonia del envío de Orquídeas Coromotanas, símbolos de Felicidad, Amor y Lealtad.
Como Ornamento Superior (cimera) tendrá la mitad de un piñón y dentro de ella unas manos en señal de saludo, representando el porvenir.
El Adorno Exterior Derecho (Diestra) una rama de Titiara, flor tropical y emblemática, símbolo de Orgullo y Fortaleza de los piriteños.
El Adorno Exterior Izquierdo (siniestra), una rama de maíz la cual representa un rubro de la actividad agrícola, símbolo de Riqueza del Municipio.
En la Base se enlaza la Titiara y la rama de Maíz con una cinta portando los colores de la Bandera del Estado Portuguesa, en la que se leerá en letras rojas: a la diestra 19 de diciembre de 1805, en el centro: Municipio Esteller – Píritu y a la siniestra 1 de febrero de 1891.

## Medios de comunicación

### Telefonía
En la municipio están disponibles servicios de telefonía pública - privada fija local, nacional e internacional, prestados por las compañías CANTV, Movilnet, Movistar Venezuela y Digitel las cuales ofrecen también servicios de Internet de banda ancha y canales dedicados empresariales. 
En materia de telefonía celular, Esteller tiene a su disposición servicios de última generación como GSM, 3.5G y PCS, prestados por los operadores Movistar, Movilnet, y Digitel. Hasta 2006 operaba una empresa llamada Digicel (código de acceso 0417), la cual fue adquirida y absorbida por Digitel.
| Telefónica | Inicio | Código    | Señal | Tipo de Propiedad | Página Web         | Propietario       |
| ---------- | ------ | --------- | ----- | ----------------- | ------------------ | ----------------- |
| Movistar   | 1991   | 414 o 424 | 4G    | Privado           | Movistar Venezuela | Telefónica        |
| Movilnet   | 1992   | 416 o 426 | 4G    | Público           | Movilnet           | Gobierno Nacional |
| Digitel    | 1995   | 412       | 4G    | Privado           | www.digitel.com.ve | Telvenco, S.A.    |

### Radio
- Impacto no transmite
- Hosanna no transmite
- Unik 103.1 FM Web UNIK 103.1fm Única en su estilo
- Fortaleza 102.5 FM no transmite
- Radio Parapara no transmite
- "La Voz del Piriteño 104.1 FM no transmite
- Vive 106.1 FM no transmite
- Piritu Radio

### Televisión
| Estaciones de TV | Inicio    | Ciudad              | Temática    | Tipo de Propiedad | Página Web     | Propietario |
| ---------------- | --------- | ------------------- | ----------- | ----------------- | -------------- | ----------- |
| Proben TV        | 2006-2014 | Píritu (Portuguesa) | Variedades  | Privado           | no tiene       |             |
| Píritu TV        | 2011-2016 | Píritu (Portuguesa) | Comunitaria | Público           | no tiene       |             |
| Esteller Tvs     | 2015-2018 | Píritu (Portuguesa) | Variedades  | Privado           | redes sociales |             |

## Deportes
En la jurisdicción, la actividad comenzó a dar sus primeros pasos a partir del año 1960 de la mano de Filiberto Rodríguez en las instalaciones del Parque de Recreación Dirigida, ubicado en la localidad de Píritu Edo Portuguesa específicamente en el sector Barrio Obrero. Más tarde en el año 1975 debido al gran número de jóvenes entusiastas, se construye un estadio mixto para la práctica del Béisbol y el Fútbol en la avenida Rómulo Gallegos del mencionado Municipio. Luego en el año 1980 ante tal número de personas con inclinación hacia el fútbol, se decide dejar solo para la práctica del deporte Rey, y formar así, la Liga del Municipio denominada "Liga Piriteña" que contaba con pocos equipos de los diferentes sectores del mismo. Las condiciones del estadio no eran las más aptas para el desarrollo deportivo, pese a esto no decayó el interés en la práctica de dicho deporte.
En el año 1992 nace un proyecto para la remodelación del estadio, con énfasis a mejorar las instalaciones para la práctica del deporte, en el 2002, se logra el proyecto el cual es aprobado por un Organismo denominado (FIDES) Fondo Intergubernamental para la Descentralización, desagradablemente por mal inversión se detuvo la actividad del deporte durante 5 años. Ya para el 19 de diciembre de 2007 se logra rescatar la actividad deportiva gracias a las personas del Municipio en general.

### Instalaciones deportivas
- Estadio Limoncito de Píritu[7][8]
- Parque Recreativo de Píritu
- Gimnasio Cubierto de Píritu
- Estadio de Softbol de Píritu
- Estadio de Béisbol Menor de Píritu
- Estadio de Fútbol de Choro Gonzalero
- Estadio de Béisbol de Choro Gonzalero
- Estadio de Fútbol de Choro Araguanei
- Estadio de Fútbol de Maporal
- Estadio de Fútbol de Paujicito
- Estadio de Fútbol de Uveral

### Equipos deportivos

#### Piritu Fútbol Club[9]
Se crea el equipo Piritu Fútbol Club(Piritu F.C) el 6 de junio de 2014 con la categoría sub-12, 14 y 16,

## Política y gobierno

### Alcaldes
| Período     | Alcalde              | Partido político / Alianza | % de votos | Notas |
| ----------- | -------------------- | -------------------------- | ---------- | --- |
| 1989 - 1992 | Olinto Molina Carpio | AD                         | 49,57      | Primer alcalde bajo elecciones directas |
| 1992 - 1995 | Alejandro Hernández  | AD                         | 43,41      | Segundo alcalde bajo elecciones directas |
| 1995 - 2000 | Oracio González      | AD                         | -          | Tercer alcalde bajo elecciones directas (se realizaron elecciones generales adelantadas en el 2000 debido a la aprobación de la Constitución de 1999) |
| 2000 - 2004 | Damacio Ramos        | MAS                        | 36,87      | Cuarto alcalde bajo elecciones directas |
| 2004 - 2008 | Alberto Andueza      | MVR                        | 40,26      | Quinto alcalde bajo elecciones directas |
| 2008 - 2013 | Lucidia Ruíz         | PSUV                       | 60,21      | Sexta alcalde bajo elecciones directas (se postergan 1 año las elecciones municipales pautadas para finales del 2012)                                 |
| 2013 - 2017 | Lucidia Ruíz         | PSUV                       | 42,96      | Reelecta |
| 2017 - 2021 | Lucidia Ruíz         | PSUV                       | 64,94      | Reelecta |
| 2021 - 2025 | Beurys Rodríguez     | PSUV                       | 46,60      | Séptimo alcalde bajo elecciones directas |

### Concejo municipal
Período 1989 - 1992
| Concejales:             | Partido político / Alianza |
| ----------------------- | -------------------------- |
| Margarito Méndez        | AD                         |
| Antonio Zavarce         | AD                         |
| José Vicente Márquez    | AD                         |
| Graciela Atacho Freites | COPEI                      |
| Benito Cortéz           | COPEI                      |
| Hernán Román            | PCV                        |
| Damacio Ramos           | MAS                        |

Período 1992 - 1995
| Concejales:     | Partido político / Alianza |
| --------------- | -------------------------- |
| Luis González   | AD                         |
| Emerio González | AD                         |
| Oracio González | AD                         |
| Benito Cortéz   | COPEI                      |
| Pedro Brea      | COPEI                      |
| Damacio Ramos   | MAS                        |
| Oswaldo Azuaje  | MAS                        |

Período 1995 - 2000
| Concejales:          | Partido político / Alianza |
| -------------------- | -------------------------- |
| Alejandro Hernández  | AD                         |
| José Vicente Márquez | AD                         |
| Omar Zavala          | AD                         |
| Emerio González      | AD                         |
| Antonio Marchan      | MAS                        |
| José Otilio Moreno   | MAS                        |
| Oswaldo Azuaje       | MAS                        |

Período 2000 - 2005
| Concejales:      | Partido político / Alianza |
| ---------------- | -------------------------- |
| Nilda Parra      | MAS                        |
| Francisco Falcón | MAS                        |
| Frolan Mujica    | MAS                        |
| Nahúm Moreno     | MAS                        |
| Regina Lucena    | MAS                        |
| Melquiadez Ortiz | AD                         |
| Angelica Álvarez | FIOPP                      |

Período 2005 - 2013
| Concejales:      | Partido político / Alianza |
| ---------------- | -------------------------- |
| Herminia Jiménez | MVR                        |
| Angelica Campos  | MVR                        |
| Brunnhil Yucci   | MVR                        |
| Dilcia López     | MVR                        |
| Alexander López  | MVR                        |
| Visitacíon Pérez | MVR                        |
| Eduvigis Méndez  | AD                         |

Período 2013 - 2018
| Concejales        | Partido político / Alianza |
| ----------------- | -------------------------- |
| Beurys Rodríguez  | PSUV                       |
| Alexander Bonilla | PSUV                       |
| Auxibia Parra     | PSUV                       |
| Issis Chirinos    | PSUV                       |
| José Torres       | PSUV                       |
| Leida Rodríguez   | PSUV                       |
| Liris Simanca     | PSUV                       |

Período 2018 - 2021
| Concejales     | Partido político / Alianza |
| -------------- | -------------------------- |
| Ofelia Infante | PSUV                       |
| Ronny Cordero  | PSUV                       |
| Nancy Cespedes | PSUV                       |
| Pedro Ulacia   | PSUV                       |
| José Torres    | PSUV                       |
| Issis Chirinos | PSUV                       |
| Luis Mendoza   | PSUV                       |

Período 2021 - 2025
| Concejales      | Partido político / Alianza |
| --------------- | -------------------------- |
| Yenny Aguin     | PSUV                       |
| Angel Simancas  | PSUV                       |
| Pedro Ulacio    | PSUV                       |
| Wilmer Flores   | PSUV                       |
| Alexander López | PSUV                       |
| Auxilia Parra   | PSUV                       |
| Julio Gonzalez  | PCV                        |